# Douar Hicher
Douar Hicher (àrab: دوار هيشر, Dwār Hīxar) és una ciutat de Tunísia, a la rodalia de Tunis, a l'oest d'aquesta ciutat i 2 km al nord de la ciutat de Manouba, amb la qual pràcticament està unida. Forma part de la governació de Manouba i és capçalera d'una delegació que porta el seu nom. El municipi tenia 75.844 habitants (2004) i està poblat per treballadors de nivell econòmic generalment baix. La delegació té 77.010 habitants (2004).

## Geografia
El municipi està format per la mateixa ciutat (el nom de la qual vol dir ‘Campament de Hicher’) i diversos nuclis dels quals els principals són Cité Ennassim, Cité Erriadh, Cité Echabeb i Cité Khaled ibn El Oualid.
Es va poblar amb gent procedent de l'èxode rural que buscava establir-se a la ciutat de Tunis als anys 1970.

## Administració
És el centre de la delegació o mutamadiyya homònima, amb codi geogràfic 14 52 (ISO 3166-2:TN-12), dividida en cinc sectors o imades:
- Douar Hicher (14 52 51)
- Khaled Ibn El Oualid (14 52 52)
- Cité Er-Riadh (14 52 53)
- Cité Ennassim (14 52 54)
- Cité Ech-Chabeb (14 52 55)

Al mateix temps, forma una municipalitat o baladiyya (codi geogràfic 14 13), que s'estén pels cinc sectors o imades de la delegació o mutamadiyya homònima.